# نصب نوت ميموريال
نصب نوت ميموريال (بالإنجليزية: Nott Memorial)‏ عبارة عن مبنى حجري متقن من 16 جانبًا يعمل كمحور معماري ومادي لكلية يونيون في مدينة شينيكتادي في ولاية نيويورك، بطول 110 قدم (34 م) وارتفاع 89 قدم (27 م)، مقام لذكرى إيليفاليت نوت، رئيس الكلية لمدة 62 عامًا (1804-1866). وهو معلم تاريخي وطني، مشهور بهندسته المعمارية الفيكتورية المميزة والملونة.

## التصميم
أطلق على النصب اسم قاعة نوت التذكارية رسميًا، ولكن يشار إليها من قبل أجيال من الطلاب وأعضاء هيئة التدريس ببساطة باسم "نوت"، ويرجع التصميم المركزي للمبنى والتصميم الأولي إلى تصور جوزيف رامي عام 1813 لأرض المدرسة، وهو أول حرم جامعي مخطط له في الولايات المتحدة.
تم تصميم النصب التذكاري من قبل إدوارد تاكرمان بوتر مهندس كنائس المنطقة ومنازلها، وخريج كلية يونيون، وحفيد الرئيس نوت. بدأ البناء في عام 1858 واكتمل في عام 1879. والنتيجة هي واحدة من عدد قليل جدًا من المباني المكونة من 16 جانبًا في العالم.

## النصب من الداخل
في عام 1993 بدأت الكلية عملية تجديد كاملة لنوت، وأعادتها إلى تصميمها الأصلي. تم نقل المكتبة والمسرح إلى مواقع أخرى في الحرم الجامعي، وفي عام 1995 أعيد افتتاح النصب للاحتفال بالذكرى المئوية 200 لتأسيس الكلية. كان مركز نوت مفتوحًا تمامًا أعلى القبة التي يصل ارتفاعها إلى 102 قدم (31 م). الطابق الرئيسي عبارة عن غرفة اجتماعات تتسع لعدد 400 فرد؛ كما يضم النصب صالات عرض وأماكن اجتماعات غير رسمية للطلاب. للنصب 288 نافذة زجاجية ملونة تم ترميمها لتضيء الداخل بالألوان.

### معرض ماندفيل
افتتح معرض ماندفيل في عام 1995 بعد الترميم الرئيسي لنصب نوت التذكاري، ويقع في الطابق الثاني. يقدم ماندفيل معارض متغيرة تضم فنانين معاصرين معترف بهم على المستوى الوطني يستكشفون القضايا الحديثة. يقع معرض معرض طلاب ويكوف في الطابق الثالث من نصب نوت ويقدم معارض متغيرة تعرض أعمال طلاب كلية يونيون الحاليين بدوام كامل.
نظرًا للهندسة المعمارية غير المعتادة للنصب، يوفر معرض ماندفيل بيئة فريدة لمشاهدة المعارض. المعرض عبارة عن طابق نصفي، مفتوح على الطوابق العلوية والسفلية، ويتألف من منطقتين شبه دائرتين للعرض، مما يخلق مكانًا غير عاديًا ولكنه مبدع للمعرض. جميع معارض وأحداث المعرض مجانية ومفتوحة للجمهور.

## معرض صور

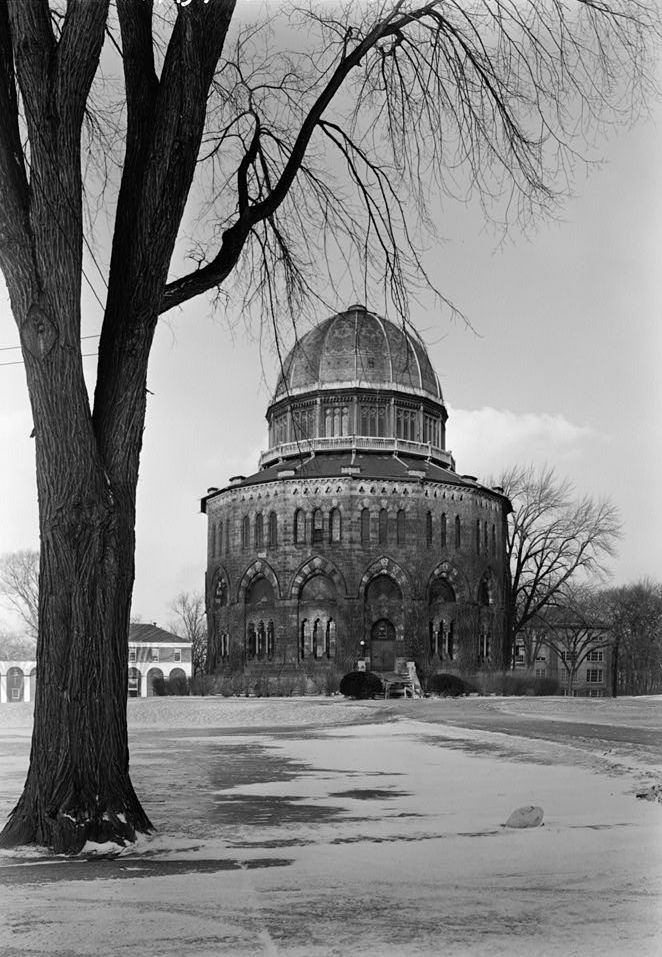
نصب نوت التذكاري في عام 1962.
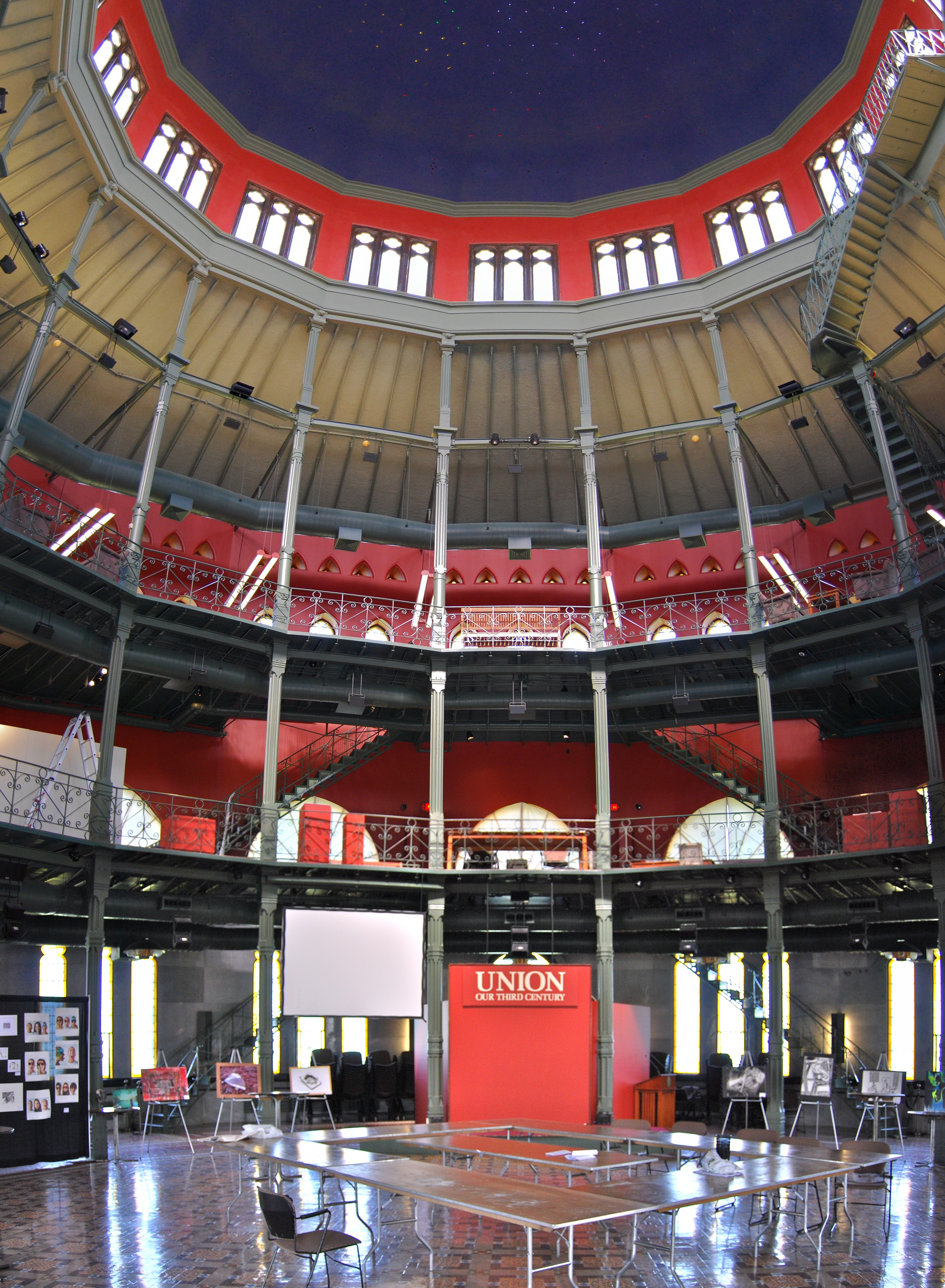
داخل نصب نوت التذكاري.
داخل نصب نوت التذكاري. معرض ماندفيل هو الطابق الثاني.

## روابط خارجية
- https://muse.union.edu/